# Народное ополчение Донбасса
Наро́дное ополче́ние Донба́сса (НОД) — сепаратистское вооружённое формирование, действовавшее на Донбассе.
Возникло весной 2014 года в ходе массовых протестов на востоке Украины. В дальнейшем, в ходе вооружённого конфликта в Донбассе, вело боевые действия против украинских войск. Властями Украины характеризуется как сепаратистская и террористическая организация.
В качестве символов члены вооружённого формирования использовали флаг России, георгиевскую ленточку и флаг ДНР.
Как «незаконная вооружённая сепаратистская группа» формирование находится под международными санкциями Евросоюза, США, Великобритании, Канады и ряда других стран.
Формированием руководил Павел Губарев.
На базе Народного ополчения Донбасса было создано общественно-политическое движение «Партия Новороссия».

## История

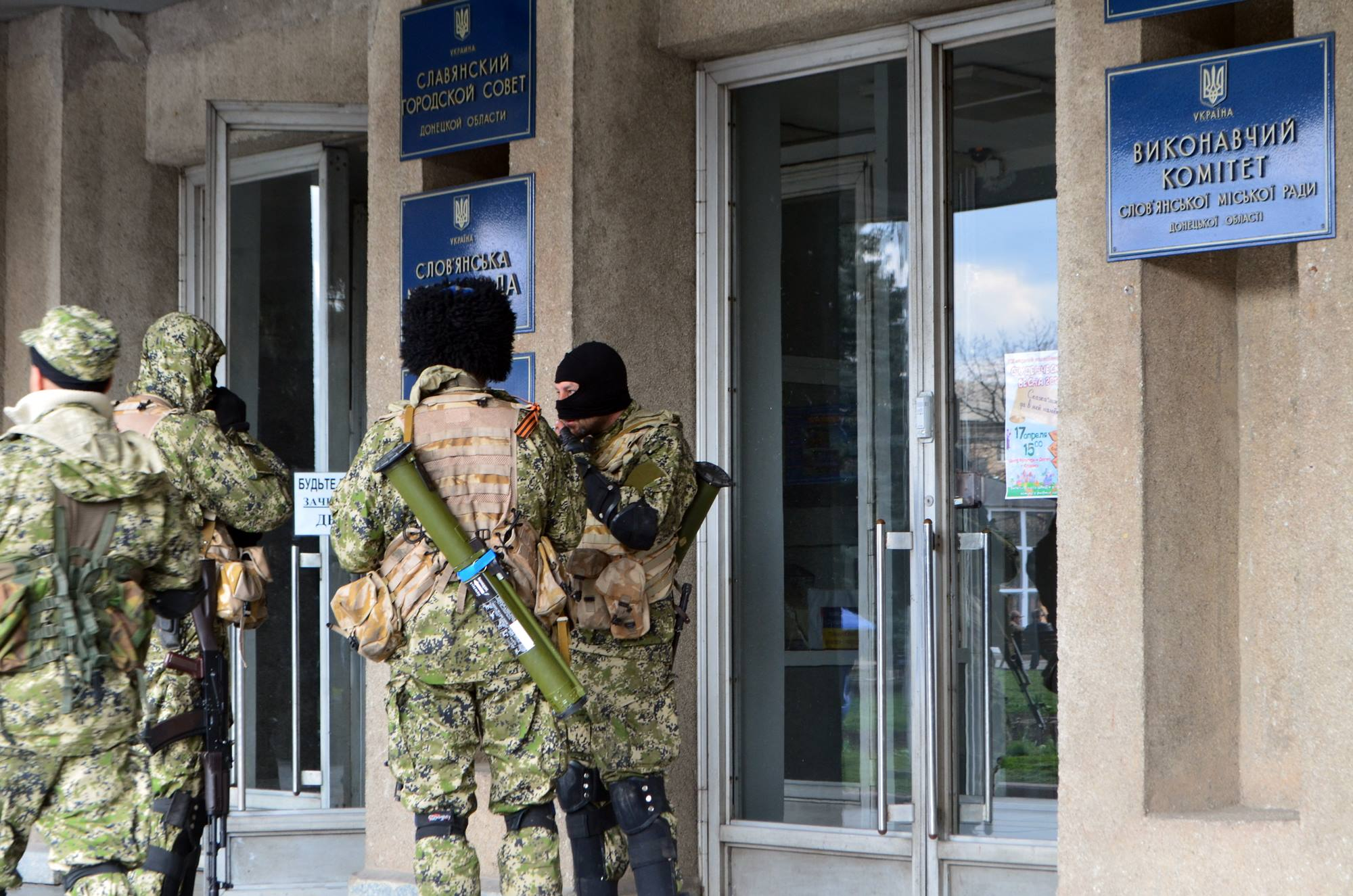
Члены вооружённого формирования в Славянске

6 апреля 2014 года, после очередного митинга, участники протестов перешли к активным действиям, захватив ряд административных зданий в Донецкой, Луганской и Харьковской областях. От предыдущих протестов эта акция в первую очередь отличалась тем, что активистам впервые удалось завладеть огнестрельным оружием из арсеналов СБУ в Донецке и Луганске.
В марте 2014-го НОД и Захарченко (лидер дружин ДНР) находились по разные стороны баррикад: «дружинники» защищали власть от Народного ополчения, но хотя и те, и другие стояли на антиукраинских позициях. Разница была в том, что «регионалы» говорили о «бюджетном федерализме» и расширении  самостоятельности в рамках Украины, а НОД призывало к отделению Донбасса и подбивали жителей Донбасса к беспорядкам и погромам административных зданий.

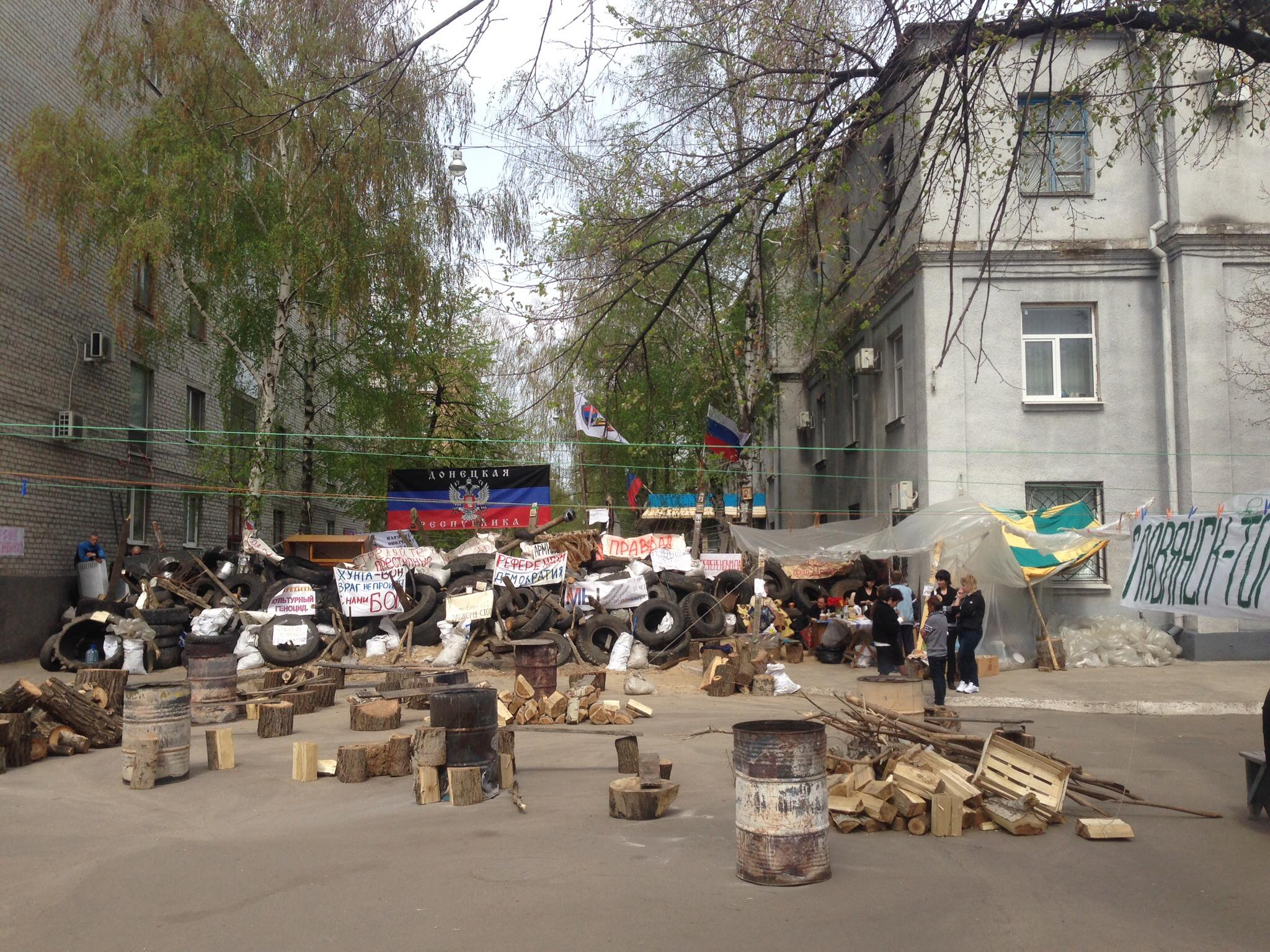
Баррикады членов формирования в Славянске

### Поход Стрелкова

#### Славянск и Краматорск
Народное ополчение Донбасса принимало участие в боях за Славянск и Краматорск вместе с «отрядом Стрелкова». Формирование захватывало административные здания и оружие, после чего ставило баррикады и блокпосты. 
Первые серьезные стычки между формированием и ВСУ произошли 15 апреля в Краматорске. 16 апреля ополченцы попытались взять штурмом воинскую часть в Мариуполе. 22 апреля вооруженные ополченцы под Славянском обстреляли один из украинских самолетов. До конца мая продолжались локальные стычки и попытки штурма военных объектов. 25 апреля солдаты формирования сумели уничтожить вертолет Ми-8 ВВС Украины. 2 мая ВСУ и Правый сектор совершили наступление на Славянск и Краматорск. Ополчение участвовало в этих продолжавшихся несколько дней боях, во время которых было уничтожено не менее 3 украинских вертолетов.

### Мариуполь
Во время противостояния в городе ополченцы участвовали во взятии здания городского совета. 16 апреля ополченцы попытались взять штурмом воинскую часть в Мариуполе. В ночь с 6 на 7 мая 2014 года возле блокпоста в районе Мангуш боевики «народного ополчения» сидели в засаде, после чего произошёл бой между «народным ополчением» и  «Азов», который продолжался более часа. В итоге Игорь Хакимзянов был взят в плен, но впоследствии был возвращён в ДНР путём обмена на пленного солдата ВСУ.

### Переформатирование
Осенью 2014 года в ДНР была создана народная милиция, которой (в 2015 году) были подчинены все входившие в НОД подразделения.
В ДНР (как и в ЛНР) был создан институт срочной службы, после чего «ополчение» превратилось в регулярную армию.